# Stor-Mårdsjön, Uppland
Stor-Mårdsjön är en sjö i Norrtälje kommun i Uppland och ingår i Skeboåns huvudavrinningsområde. Sjön har en area på 0,437 kvadratkilometer och ligger 24 meter över havet.

## Delavrinningsområde
Stor-Mårdsjön ingår i det delavrinningsområde (664813-165530) som SMHI kallar för Mynnar i Närdingen. Medelhöjden är 22 meter över havet och ytan är 30,5 kvadratkilometer. Det finns inga avrinningsområden uppströms utan avrinningsområdet är högsta punkten. Ränkaån som avvattnar avrinningsområdet har biflödesordning 2, vilket innebär att vattnet flödar genom totalt 2 vattendrag innan det når havet efter 20 kilometer. Avrinningsområdet består mestadels av skog (68 procent) och jordbruk (18 procent). Avrinningsområdet har 0,79 kvadratkilometer vattenytor vilket ger det en sjöprocent på 2,6 procent.